# Atur

Taxes d'atur, 2021

Taxes d'atur a la Unió Europea, 2023.
1-2%
2-3%
3-4%
4-5%
5-6%
6-7%
7-8%
8-9%
9-10%
10-11%
11-12%
12-13%
13-14%
14-15%
15-16%
16-17%
17-18%
18-19%
19-20%
20+
N/D

L'atur o desocupació, segons l'OCDE, és la gent per sobre d'una edat especificada (generalment 15 anys) que no tenen una feina remunerada o per compte propi, però que en aquest moment estan disponibles per treballar. L'atur es mesura amb la taxa d'atur, que és el nombre de persones que estan a l'atur com a percentatge de la població activa (el nombre total de persones ocupades sumat als aturats).
L'atur pot tenir moltes causes, com ara les noves tecnologies i invents, l'estat de l'economia que pot ser influenciat per una recessió, la competència provocada per la globalització i el comerç internacional, les polítiques del govern o la regulació i el mercat, entre d'altres. L'atur i l'estat de l'economia poden estar influenciats per un país a través, per exemple, de la política fiscal. A més, l'⁣autoritat monetària d'un país, com el banc central, pot influir en la disponibilitat i el cost dels diners mitjançant la seva política monetària.
A més de les teories de l'atur, s'utilitzen algunes categoritzacions de l'atur per modelar amb més precisió els efectes de l'atur dins del sistema econòmic. Alguns dels principals indicadors d'atur inclouen l'atur estructural, l'atur friccional, l'atur cíclic, l'atur involuntari i l'atur clàssic. L'atur estructural se centra en els problemes fonamentals de l'economia i les ineficiències inherents als mercats de treball, inclòs el desajust entre l'oferta i la demanda de treballadors amb les habilitats necessàries. Els arguments estructurals posen l'accent en les causes i solucions relacionades amb les tecnologies disruptives i la globalització. Les discussions sobre l'atur friccional se centren en les decisions voluntàries de treballar basades en la valoració dels individus del seu propi treball i com es compara amb les taxes salarials actuals afegits al temps i l'esforç necessaris per trobar feina. Les causes i les solucions de l'atur friccional sovint aborden el llindar d'accés a la feina i les taxes salarials.
Els governs intenten donar feina a tots els ciutadans que volen treballar, fent-lo un objectiu principal de la política econòmica. No obstant això, atès que l'economia és dinàmica (les persones i les empreses es mouen d'un lloc cap a un altre contínuament), un objectiu de zero per cent de la taxa d'atur no és realista. Es considera acceptable que entre un 2% i un 4% de la població activa estigui sense feina, i quan se superen aquestes xifres, es considera un indicador de mala política econòmica, una crisi econòmica, financera o industrial, o una inadequada estructura econòmica.
Segons l'Organització Internacional del Treball (OIT) de les Nacions Unides, l'any 2018 hi havia 172 milions de persones a tot el món (o el 5% de la força de treball global informada) sense feina el 2018. La taxa d'atur mundial era del 6,3% en 2021, 5% en 2018, menor al 6% del 2013. La regió amb la taxa més elevada era el nord d'Àfrica, mentre que el sud d'Àsia tenia la taxa més baixa.

## Tipus d'atur
La macroeconomia defineix quatre tipus d'atur:
- l'atur estructural: correspon tècnicament a un desajustament entre l'oferta i la demanda de treballadors com a resultat d'una estructura social i econòmica incapaç d'atendre la demanda de la seva població.[8]
- l'atur cíclic: l'atur que està relacionat amb la disminució o la caiguda de la producció total de l'economia; l'atur cíclic augmenta durant les recessions econòmiques i disminueix durant els períodes de prosperitat i creixement econòmic.
- L'atur estacional: És l'atur que es dona en un determinat sector (normalment en el sector turístic) en les estacions de l'any que hi ha menys activitat econòmica.
- L'atur encobert: És la quantitat de persones que estan disponibles per a treballar però que no estan incloses en les estadístiques perquè no fan cerca activa de feina, perquè estan desanimats o creuen que no hi ha oportunitats per a ells.

A més s'inclou l'atur friccional, que és el degut al moviment normal del mercat laboral; inclou els individus que estan canviant d'ocupació
Els economistes busquen aconseguir allò que han anomenat «plena ocupació». L'ocupació plena, però, no significa aconseguir un percentatge de zero atur, sinó, limitar l'atur només als components friccionals i estructurals (és a dir, disminuir o eliminar l'atur cíclic). Cal esmentar que alguns economistes esmenten altres nivells o tipus d'atur com ara l'atur clàssic, que es produeix quan el nivell del salari que produeixen les forces d'oferta i demanda del mercat laboral és més baix que el salari real imposat pel govern (salari mínim) o pels sindicats laborals, la qual cosa provoca un excés d'oferta i escassedat de feina. Altres tipus d'atur es poden considerar subcategories dels tres nivells abans esmentats; per exemple: l'atur tecnològic és un tipus d'atur estructural.

## La taxa d'atur
La taxa d'atur és un dels indicadors més importants sobre la situació del mercat de treball. Però s'ha de tenir en compte que no és una mesura del nivell de benestar. Una baixa taxa d'atur pot ser deguda a la inexistència del subsidi d'atur en un determinat país o al fet que la població no tingui suficients estalvis que els permeti viure sense feina. En aquest cas, les persones que estan a l'atur generalment acaben treballant en l'economia informal i en treballs mal remunerats. Per tant, el problema en alguns països en desenvolupament no és la taxa d'atur sinó la manca de llocs de treball en condicions.
| Regió                            | Població |
| -------------------------------- | -------- |
| Àfrica                           | 7,0      |
| Nord d'Àfrica                    | 11,1     |
| Àfrica subsahariana              | 6,4      |
| Amèrica                          | 6,2      |
| Amèrica Llatina i el Carib       | 6,9      |
| Amèrica del Nord                 | 5,1      |
| Estats àrabs                     | 9,5      |
| No Països de Cooperació del Golf | 14,2     |
| Països de Cooperació del Golf    | 4,3      |
| Àsia i el Pacífic                | 5,1      |
| Àsia oriental                    | 4,3      |
| Àsia Sud-oriental                | 2,6      |
| Àsia del Sud                     | 7,3      |
| Illes del Pacífic                | 3,4      |
| Europa i Àsia Central            | 6,3      |
| Europa del Nord, Sud i Oest      | 6,6      |
| Europa de l'Est                  | 5,1      |
| Àsia central i occidental        | 7,8      |

Font: OIT. World Employment and Social Outlook: Trends 2023
L'evolució de la taxa d'atur està relacionada amb el cicle econòmic. Augmenta en èpoques de recessió i disminueix durant les expansions. La política econòmica té com a objectiu mantenir una taxa tan baixa com sigui possible tenint en compte altres objectius com el de la inflació.
El nivell d'atur depèn de la magnitud dels fluxos d'entrada i de sortida. Els fluxos d'entrada són totes les persones inactives o ocupades que passen a l'atur mentre que els fluxos de sortida són totes les persones a l'atur que esdevenen inactives o ocupades. Per tant, la taxa d'atur d'una economia o d'un col·lectiu serà més baixa si els fluxos d'entrada són baixos o si els fluxos de sortida són elevats. Per exemple, les baixes taxes d'atur de Noruega i Estats Units dels últims anys són degudes al fet que les taxes de sortida de l'atur eren molt altes. El 38,5% dels aturats a Noruega esdevenien inactius o ocupats cada mes. Aquesta dada era del 56,5% als Estats Units. En canvi, la taxa d'atur a Alemanya era més baixa que a Espanya perquè només un 0,5% dels inactius o ocupats esdevenien aturats cada mes, compensant així la baixa taxa de sortida de l'atur.
| País         | Anys      | Taxa d'atur | Taxa d'entrada a l'atur | Taxa de sortida de l'atur |
| ------------ | --------- | ----------- | ----------------------- | ------------------------- |
| Alemanya     | 1983-2009 | 8,3%        | 0,5%                    | 6%                        |
| Noruega      | 1983-2009 | 4,1%        | 1,6%                    | 38,5%                     |
| Espanya      | 1977-2009 | 15,4%       | 1,1%                    | 6,3%                      |
| Estats Units | 1968-2009 | 6,1%        | 3,6%                    | 56,5%                     |

| País          | Taxa d'atur 1T 2010 | Taxa d'atur 1T 2015 | Taxa d'atur 1T 2020 | Taxa d'atur 1T 2021 |
| ------------- | ------------------- | ------------------- | ------------------- | ------------------- |
| Andorra       |                     |                     | 3,0%                |                     |
| Espanya       | 19,8%               | 23,8%               | 14,4%               | 16,0%               |
| França        |                     |                     | 8,3%                |                     |
| Balears       |                     |                     | 15,2%               |                     |
| Catalunya     | 17,9%               | 20%                 | 10,7%               | 12,9%               |
| País Valencià |                     | 16,7%               |                     |                     |

## Atur en plena ocupació
En la teoria basada en la demanda, és possible abolir l'atur cíclic augmentant la demanda agregada de productes i treballadors. Tanmateix, l'economia finalment arriba a una barrera d'inflació degut als altres quatre tipus d'atur. L'experiència històrica suggereix que un baix atur afecta la inflació a curt termini però no a llarg termini. A llarg termini, la velocitat de les mesures de l'oferta monetària com la velocitat MZM ("money zero maturity", diner de venciment zero"), que representa l'efectiu i els dipòsits a la vista equivalents és molt més predictiva de la inflació que el baix atur.

### Taxa natural d'atur
Alguns economistes de la teoria de la demanda veuen que la barrera de la inflació correspon a la taxa natural d'atur. La taxa natural d'atur es defineix com la taxa d'atur que existeix quan el mercat de treball està en equilibri i no hi ha pressió perquè no augmentin les taxes d'inflació ni baixin les taxes d'inflació. Un terme tècnic alternatiu per a aquesta taxa és el NAIRU, ("Non-accelerating inflation rate of unemployment", taxa d'atur d'inflació no accelerada). Sigui quin sigui el seu nom, la teoria de la demanda sosté que si la taxa d'atur és massa baixa, la inflació s'accelerarà en absència de controls de salaris i preus (polítiques d'ingressos).

## Informació estadística
Existeixen dos mètodes per mesurar el nombre de desocupats a Espanya:
- L'Enquesta de població activa (EPA) realitzada per l'Institut Nacional d'Estadística (INE): una enquesta trimestral realitzada a 60.000 famílies, i per mitjà de mètodes estadístics es determina el nombre de desocupats totals d'Espanya.
- L'atur registrat a les oficines del Servei Públic d'Ocupació Estatal (SEPE, antic INEM).

## Història

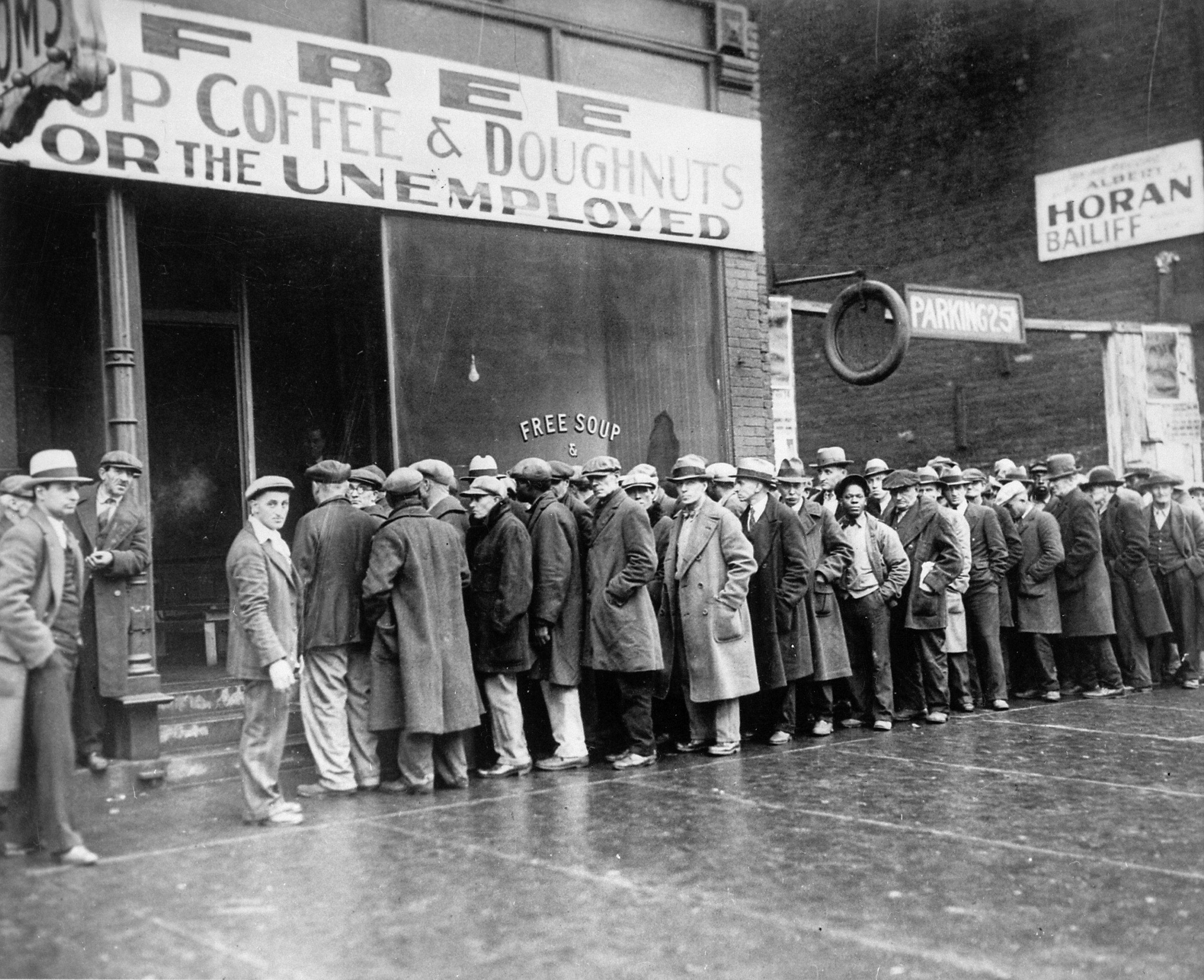
Homes aturats fora d'un menjador social a l'era de la depressió a Chicago, Illinois, Estats Units, 1931

Hi ha registres històrics relativament limitats sobre l'atur perquè no sempre s'ha reconegut ni mesurat sistemàticament. La industrialització implica economies d'escala, que sovint impedeixen que els individus tinguin el capital necessari per crear els seus propis llocs de treball per ser autònoms. Una persona que no pot incorporar-se a una empresa o crear una feina està a l'atur. A mesura que els agricultors, ramaders, filadors, metges i comerciants individuals s'organitzen en grans empreses, els que no poden participar o competir es queden a l'atur.
El reconeixement de l'atur es va produir lentament a mesura que les economies de tot el món es van industrialitzar i burocratitzar. Abans d'això, les societats autòctones tradicionals autosuficients no tenien cap concepte d'atur. El reconeixement del concepte d'"atur" s'exemplifica millor a través dels registres històrics ben documentats a Anglaterra. Per exemple, al segle XVI, Anglaterra no es feia distinció entre vagabunds i persones sense feina; tots dos eren simplement classificats com a captaires, que havien de ser castigats.

### Segle XVI
A Anglaterra, el tancament dels monestirs a la dècada de 1530 va augmentar la pobresa, ja que l'Església catòlica romana havia ajudat els pobres. A més, hi va haver un augment significatiu dels recintes durant el període Tudor. A més, la població augmentava. Els que no podien trobar feina tenien una opció dura: morir-se de gana o infringir la llei. L'any 1535 s'elabora un projecte de llei que reclamava la creació d'un sistema d'obres públiques per fer front al problema de l'atur, que s'havia de finançar amb un impost sobre la renda i el capital. Una llei que es va aprovar un any més tard permetia assotar i penjar els vagabunds.
El 1547, a Anglaterra es va aprovar un projecte de llei que sotmetia els vagabunds a algunes de les disposicions més extremes de la llei penal: dos anys de servitud i marcar amb una "V" com a pena pel primer delicte i mort per al segon. Durant el regnat d'Enric VIII, es calcula que van ser executades unes 72.000 persones. A la Llei de 1576, cada poble estava obligat a donar feina als aturats.
La Llei de pobresa isabelina de 1601, un dels primers programes de benestar patrocinats pel govern del món, va establir una clara distinció entre aquells que no podien treballar i aquells que es van negar a treballar. Sota els sistemes de Poor Law d' Anglaterra i Gal·les, Escòcia i Irlanda, una casa de treball era un lloc on les persones que no podien mantenir-se podien anar a viure i treballar.

### Revolució industrial

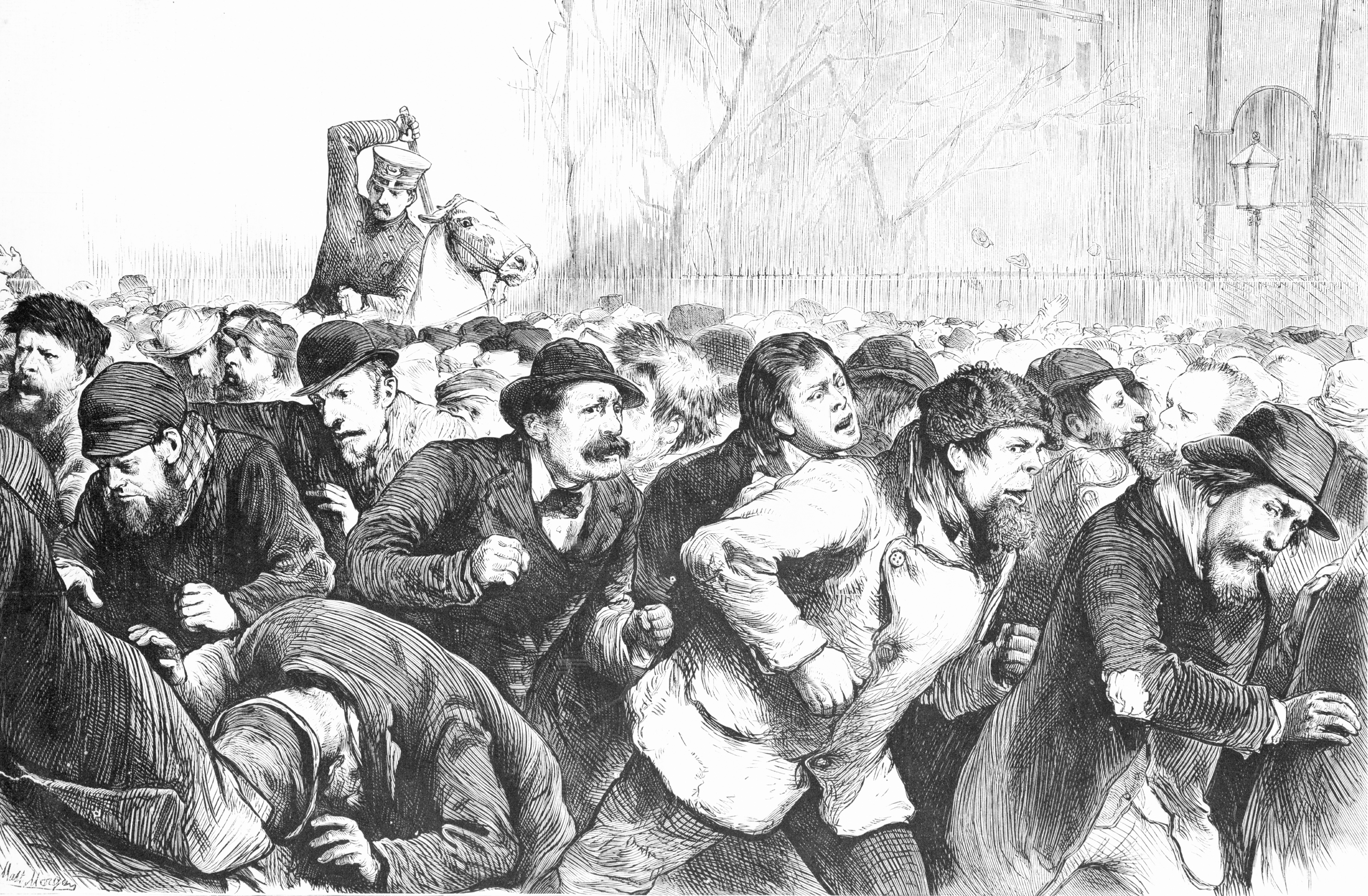
La depressió de 1873–79 : la policia de la ciutat de Nova York ataca violentament els treballadors aturats a Tompkins Square Park, Manhattan, Nova York, 1874

El 1776, s'havien establert unes 1.912 parròquies i corporacions a Anglaterra i Gal·les i acollien gairebé 100.000 pobres.
Fredrick Engels va fer una descripció del nivell de vida miserable dels treballadors de les fàbriques a Anglaterra el 1844 a The Condition of the Working Class in England el 1844. En el prefaci de l'edició de 1892, Engels va assenyalar que la pobresa extrema sobre la qual havia escrit el 1844 havia desaparegut en gran part. David Ames Wells també va assenyalar que les condicions de vida a Anglaterra havien millorat cap a finals del segle XIX i que l'atur era baix.
L'escassetat de mà d'obra va ser un factor en l'economia de l'esclavitud als Estats Units.
A mesura que es van obrir nous territoris i es van realitzar vendes de terres federals, es van haver de netejar les terres i establir noves finques. Centenars de milers d'immigrants venien anualment als EUA i trobaven feina excavant canals i construint ferrocarrils. Quasi tota la feina durant la major part del segle XIX es feia a mà o amb cavalls, mules o bous ja que hi havia molt poca mecanització. La setmana laboral durant la major part del segle XIX era de 60 hores. L'atur de vegades era entre un i dos per cent.
L'estret mercat laboral va ser un factor en els guanys de productivitat en permetre als treballadors mantenir o augmentar els seus salaris nominals durant la deflació secular que va provocar l'augment dels salaris reals en diversos moments del segle XIX, especialment en les seves darreres dècades.

### Segle XX
Hi va haver escassetat de mà d'obra durant la Primera Guerra Mundial. Ford Motor Co. va duplicar els salaris per reduir la facturació. Després de 1925, l'atur va començar a augmentar gradualment.
La dècada de 1930 va veure com la Gran Depressió va afectar l'atur a tot el món. A Alemanya i als Estats Units, la taxa d'atur va arribar al voltant del 25% el 1932.
En alguns pobles i ciutats del nord-est d'Anglaterra, l'atur arribava fins al 70%; el nivell nacional d'atur va assolir el màxim de més del 22% el 1932. L'atur al Canadà va arribar al 27% en la profunditat de la Depressió el 1933. El 1929, la taxa d'atur dels EUA era de mitjana del 3%.
Als EUA, la Works Progress Administration (1935-1943) va ser el programa de treball més gran. Va contractar homes (i algunes dones) fora de les funcions de relleu ("dole") normalment per a mà d'obra no qualificada. Durant el New Deal, més de tres milions de joves aturats van ser trets de casa i col·locats durant sis mesos en més de 2.600 camps de treball gestionats pel Cos Civil de Conservació.
L'atur al Regne Unit va caure més tard a la dècada de 1930 a mesura que la Depressió es va alleujar, i es va mantenir baix (en xifres úniques) després de la Segona Guerra Mundial.
Fredrick Mills va trobar que als Estats Units, el 51% de la disminució de les hores de treball es va deure a la caiguda de la producció i el 49% va ser de l'augment de la productivitat.
El 1972, l'atur al Regne Unit havia tornat a pujar per sobre dels 1.000.000, i fins i tot era més alt a finals de la dècada, amb una inflació també elevada. Tot i que les polítiques econòmiques monetaristes del govern conservador de Margaret Thatcher van veure reduir la inflació després de 1979, l'atur es va disparar a principis dels anys vuitanta i el 1982 va superar els 3.000.000, un nivell que no s'havia vist des de feia uns 50 anys. Això representava una de cada vuit de la mà d'obra, amb l'atur superior al 20% en alguns llocs que havien depengut d'indústries en declivi com la mineria del carbó.
No obstant això, també va ser una època d'alt atur a la resta de grans nacions industrialitzades. A la primavera de 1983, l'atur havia augmentat un 6% en els 12 mesos anteriors, en comparació amb el 10% al Japó, el 23% als EUA i el 34% a Alemanya Occidental (set anys abans de la reunificació).
L'atur al Regne Unit es va mantenir per sobre dels 3.000.000 fins a la primavera de 1987, quan l'economia va gaudir d'un auge. A finals de 1989, l'atur havia baixat a 1.600.000. Tanmateix, la inflació havia arribat al 7,8%, i l'any següent, va assolir el màxim dels nou anys del 9,5%; provocant un augment dels tipus d'interès.
Una altra recessió es va produir entre 1990 i 1992. L'atur va començar a augmentar, i a finals de 1992, prop de 3.000.000 de persones al Regne Unit estaven a l'atur, una xifra que aviat es va reduir per una forta recuperació econòmica. Amb la inflació baixant a l'1,6% el 1993, l'atur va començar a baixar ràpidament i es va situar en 1.800.000 a principis de 1997.

### Segle XXI
La taxa d'atur oficial als 16 països de la Unió Europea (UE) que utilitzen l'euro va augmentar fins al 10% el desembre de 2009 com a conseqüència d'una altra recessió. Letònia tenia la taxa d'atur més alta de la UE, amb un 22,3% el novembre de 2009. Els joves treballadors europeus van resultar especialment afectats. El novembre de 2009, la taxa d'atur a la UE27 entre els 15 i els 24 anys era del 18,3%. Per als menors de 25 anys, la taxa d'atur a Espanya era del 43,8%. L'atur ha augmentat en dos terços dels països europeus des del 2010.
Al segle XXI, l'atur al Regne Unit es va mantenir baix i l'economia es va mantenir forta, i diverses altres economies europees, com França i Alemanya, van experimentar una recessió menor i un augment substancial de l'atur.
L'any 2008, quan la recessió va provocar un nou augment al Regne Unit, després de 15 anys de creixement econòmic i sense augments importants de l'atur. A principis del 2009, l'atur va superar els 2 milions i els economistes preveien que aviat arribaria als 3 milions. No obstant això, el final de la recessió es va declarar el gener de 2010 i l'atur va assolir un màxim de gairebé 2,7 milions el 2011, semblant alleujar les pors que l'atur arribés als 3 milions. La taxa d'atur dels joves negres britànics va ser del 47,4% el 2011.
La recessió mundial de 2008-2012 es va anomenar "mancessió" a causa del nombre desproporcionat d'homes que van perdre la feina en comparació amb les dones. La bretxa de gènere es va fer gran als Estats Units el 2009, quan el 10,5% dels homes de la població activa estaven a l'atur, en comparació amb el 8% de les dones. Tres quartes parts dels llocs de treball que es van perdre durant la recessió als EUA eren ocupats per homes.
Un article de l'Asia Times del 26 d'abril de 2005 assenyalava: "Al gegant regional de Sud-àfrica, uns 300.000 treballadors tèxtils han perdut la feina en els últims dos anys a causa de l'afluència de productes xinesos". L'augment del dèficit comercial dels EUA amb la Xina va costar 2,4 milions de llocs de treball nord-americans entre 2001 i 2008, segons un estudi de l'Institut de Política Econòmica (EPI). Del 2000 al 2007, els Estats Units van perdre un total de 3,2 milions de llocs de treball en la indústria manufacturera. El 12,1% dels veterans de l'exèrcit nord-americà que havien servit després dels atacs de l'11 de setembre del 2001 estaven a l'atur a partir del 2011; El 29,1% dels homes veterans d'entre 18 i 24 anys estaven a l'atur. Al setembre de 2016, la taxa total d'atur dels veterans era del 4,3 per cent. Al setembre de 2017, aquesta xifra havia baixat fins al 3 per cent.
Al voltant de 25.000.000 de persones als 30 països més rics del món van perdre la feina entre finals de 2007 i finals de 2010, ja que la recessió econòmica va empènyer la majoria dels països a la recessió. L'abril de 2010, la taxa d'atur dels Estats Units era del 9,9%, però la taxa d'atur més àmplia del govern sub-6 era del 17,1%. A l'abril de 2012, la taxa d'atur era del 4,6% al Japó. En una notícia del 2012, el Financial Post va informar: "Gairebé 75 milions de joves estan a l'atur a tot el món, un augment de més de 4 milions des del 2007. A la Unió Europea, on una crisi del deute va seguir la crisi financera, la taxa d'atur juvenil va augmentar. al 18% l'any passat, des del 12,5% del 2007, mostra l'informe de l'OIT". Al març de 2018, segons les estadístiques de la taxa d'atur dels EUA, la taxa d'atur era del 4,1%, per sota de la norma del 4,5-5,0%.
El 2021, la taxa de participació en la força de treball de les dones no blanques i les dones amb fills va disminuir significativament durant la pandèmia de la covid-19, amb aproximadament 20 milions de dones que van abandonar la força de treball. Els homes no es van veure tan afectats, cosa que va portar a alguns a descriure el fenomen com una "cessió".